# Nati nel 1915/Febbraio
| Questa pagina contiene informazioni ricavate automaticamente dalle voci biografiche con l'ausilio del template Bio e di un bot. L'aggiornamento è periodico e automatico e ricostruisce completamente la pagina. Se manca una persona in questa lista, sei pregato di non aggiungerla, ma accertati piuttosto che la sua voce biografica contenga il template Bio e che i dati anagrafici siano correttamente compilati. Se il template Bio manca, inseriscilo tu stesso o, in alternativa, metti l'avviso {{tmp\|Bio}} che ne segnala la mancanza. Se i dati riportati sono sbagliati, correggi direttamente la voce biografica; le modifiche saranno visibili in questa lista entro pochi giorni. Per chiarimenti vedi il progetto biografie. La lista contiene solo le 160 persone che sono citate nell'enciclopedia e per le quali è stato implementato correttamente il template Bio. Pagina aggiornata al 18 ago 2025. |

- 1º febbraio - Umberto Busani, calciatore italiano († 1957)
- 1º febbraio - Lettice Curtis, aviatrice e ingegnere britannica († 2014)
- 1º febbraio - Artur London, politico e scrittore ceco († 1986)
- 1º febbraio - Stanley Matthews, calciatore e allenatore di calcio britannico († 2000)
- 1º febbraio - Pablo Pasache, calciatore peruviano († 1990)
- 1º febbraio - Alicia Rhett, attrice e pittrice statunitense († 2014)
- 2 febbraio - Abba Eban, politico e diplomatico sudafricano († 2002)
- 2 febbraio - Andrea Forzano, regista e sceneggiatore italiano († 1992)
- 2 febbraio - Carlos Prats, generale e politico cileno († 1974)
- 2 febbraio - Eddie Sadowski, cestista statunitense († 1992)
- 2 febbraio - Khushwant Singh, scrittore indiano († 2014)
- 3 febbraio - Elena Croce, traduttrice, scrittrice e ambientalista italiana († 1994)
- 3 febbraio - Robert Cunibil, militare e aviatore francese († 1999)
- 3 febbraio - José Jabardo, ciclista su strada spagnolo († 1984)
- 3 febbraio - Johannes Kotkas, lottatore estone († 1998)
- 3 febbraio - Bill Miller, pianista statunitense († 2006)
- 3 febbraio - Boris P'aich'adze, calciatore e allenatore di calcio sovietico († 1990)
- 3 febbraio - Violet Webb, velocista britannica († 1999)
- 4 febbraio - Cesare Dami, economista e politico italiano († 1973)
- 4 febbraio - Christophe Didier, ciclista su strada lussemburghese († 1978)
- 4 febbraio - Ray Evans, compositore statunitense († 2007)
- 4 febbraio - Walter Reder, ufficiale e criminale di guerra tedesco († 1991)
- 4 febbraio - William Talman, attore statunitense († 1968)
- 4 febbraio - Norman Wisdom, attore, comico e sceneggiatore britannico († 2010)
- 4 febbraio - Eugenio Wolk, militare italiano († 1995)
- 5 febbraio - Gabriel Bernal Vargas, fumettista messicano († 2010)
- 5 febbraio - Ugo Ceresa, calciatore italiano († 1990)
- 5 febbraio - Gisela von Collande, attrice tedesca († 1960)
- 5 febbraio - Robert Hofstadter, fisico statunitense († 1990)
- 5 febbraio - Lawrence Morgan, cavaliere australiano († 1997)
- 5 febbraio - Margaret Millar, scrittrice canadese († 1994)
- 5 febbraio - Maria Simma, mistica austriaca († 2004)
- 6 febbraio - Custódio Alvim Pereira, arcivescovo cattolico portoghese († 2006)
- 6 febbraio - John Bartha, attore ungherese († 1991)
- 6 febbraio - Sergio Bellone, partigiano e ingegnere italiano († 2000)
- 6 febbraio - Danuta Szaflarska, attrice e doppiatrice polacca († 2017)
- 6 febbraio - Giulio Torresi, aviatore italiano († 1944)
- 7 febbraio - Teoctist Arăpașu, religioso rumeno († 2007)
- 7 febbraio - Eddie Bracken, attore statunitense († 2002)
- 7 febbraio - Georges-André Chevallaz, politico svizzero († 2002)
- 7 febbraio - Carlo Felice Cillario, direttore d'orchestra italiano († 2007)
- 7 febbraio - Torajiro Kataoka, pallanuotista giapponese
- 7 febbraio - Sandro Paparatti, poeta e traduttore italiano († 1998)
- 7 febbraio - Galina Pugachenkova, archeologa e storica dell'arte sovietica († 2007)
- 8 febbraio - Hayri Arsebük, cestista turco († 1943)
- 8 febbraio - Roberto d'Austria-Este, austriaco († 1996)
- 8 febbraio - Vittoria Avanzini, ginnasta italiana († 2001)
- 8 febbraio - Rudolf Fabry, poeta, scrittore e giornalista slovacco († 1982)
- 8 febbraio - Georges Guétary, cantante e attore greco († 1997)
- 8 febbraio - Takeshi Kamo, calciatore giapponese († 2004)
- 8 febbraio - Alvin Lustig, grafico, tipografo e designer statunitense († 1955)
- 8 febbraio - Elbert Scott McCuskey, aviatore statunitense († 1997)
- 8 febbraio - Martin Sommer, militare e criminale di guerra tedesco († 1988)
- 9 febbraio - Boris Andreev, attore sovietico († 1982)
- 9 febbraio - Tomás Fernández, calciatore cubano
- 9 febbraio - Else Krüger, tedesca († 2005)
- 9 febbraio - Ugo Natoli, giurista italiano († 1992)
- 9 febbraio - Cay-Hugo von Brockdorff, scultore e storico dell'arte tedesco († 1999)
- 10 febbraio - Bruno Beccaria, ingegnere, dirigente d'azienda e imprenditore italiano († 2000)
- 10 febbraio - Juan José Mieza, calciatore spagnolo († 1999)
- 10 febbraio - Gheorghe Rășinaru, calciatore rumeno († 1994)
- 10 febbraio - Giovanna Viarengo, velocista e lunghista italiana
- 10 febbraio - Vladimir Zel'din, attore sovietico († 2016)
- 11 febbraio - Abele Ambrosini, militare italiano († 1943)
- 11 febbraio - Herbert Haag, teologo e presbitero svizzero († 2001)
- 11 febbraio - Richard Hamming, matematico statunitense († 1998)
- 11 febbraio - Patrick Leigh Fermor, scrittore e viaggiatore britannico († 2011)
- 11 febbraio - Marie Mounib, attrice egiziana († 1969)
- 11 febbraio - Pietro Pandiani, partigiano e militare italiano († 1972)
- 11 febbraio - Pat Welsh, attrice statunitense († 1995)
- 12 febbraio - Ermelinda De Felice, attrice italiana († 1981)
- 12 febbraio - Antonio Giolitti, politico e partigiano italiano († 2010)
- 12 febbraio - Lorne Greene, attore, cantante e conduttore radiofonico canadese († 1987)
- 12 febbraio - Costante Maltoni, arcivescovo cattolico e diplomatico italiano († 1980)
- 12 febbraio - Corrado Masetti, militare, antifascista e partigiano italiano († 1944)
- 12 febbraio - Emanuele Torras Sais, religioso spagnolo († 1936)
- 12 febbraio - Licio Visintini, militare italiano († 1942)
- 13 febbraio - Lyle Bettger, attore statunitense († 2003)
- 13 febbraio - Harriet Bland, velocista statunitense († 1991)
- 13 febbraio - Giuseppe Farfanelli, pugile italiano († 1992)
- 13 febbraio - Antonio Mancini, politico italiano († 1982)
- 13 febbraio - Aung San, generale e politico birmano († 1947)
- 13 febbraio - Lidija Smirnova, attrice sovietica († 2007)
- 13 febbraio - Angelo Luigi Stoppa, religioso e storico italiano († 1998)
- 14 febbraio - Vittorio Barone Adesi, politico italiano († 1984)
- 14 febbraio - Vincenzo De Crescenzo, poeta italiano († 1987)
- 14 febbraio - Irving Gordon, compositore statunitense († 1996)
- 14 febbraio - Georg Thomalla, attore e doppiatore tedesco († 1999)
- 15 febbraio - Chuan-Chih Hsiung, matematico, divulgatore scientifico e docente cinese († 2009)
- 15 febbraio - Eric Jones, allenatore di calcio e calciatore inglese († 1985)
- 15 febbraio - Servílio, calciatore brasiliano († 1984)
- 15 febbraio - Antonio Zoli, partigiano italiano († 1944)
- 16 febbraio - Tommaso Palamidessi, astrologo e esoterista italiano († 1983)
- 16 febbraio - Siegfried Purner, pallamanista austriaco († 1944)
- 16 febbraio - Michael Relph, produttore cinematografico, regista e sceneggiatore britannico († 2004)
- 16 febbraio - Wang Hongbin, cestista cinese
- 16 febbraio - Aleardo Ward, attore italiano († 1973)
- 16 febbraio - Hans-Rudolf Wiedemann, pediatra e scrittore tedesco († 2006)
- 17 febbraio - Mariangelo da Cerqueto, religioso e scrittore italiano († 2002)
- 17 febbraio - Franco Vegliani, scrittore e giornalista italiano († 1982)
- 18 febbraio - Phyllis Calvert, attrice britannica († 2002)
- 18 febbraio - Clelia Conterno, poetessa, esperantista e insegnante italiana († 1984)
- 18 febbraio - Matthias Defregger, vescovo cattolico e militare tedesco († 1995)
- 18 febbraio - Joe Gordon, giocatore di baseball e allenatore di baseball statunitense († 1978)
- 18 febbraio - Nikolaj Guljaev, calciatore e allenatore di calcio sovietico († 2000)
- 18 febbraio - Henry Joseph Kennedy, vescovo cattolico australiano († 2003)
- 18 febbraio - Giordano Malagoli, calciatore italiano († 2006)
- 18 febbraio - Giulio Pellegrino, calciatore italiano († 2001)
- 18 febbraio - Fritz Pollard Jr., ostacolista statunitense († 2003)
- 18 febbraio - Pina Suriano, religiosa italiana († 1950)
- 18 febbraio - Germano Zanca, calciatore italiano
- 19 febbraio - José Castro Porca, pallanuotista uruguaiano
- 19 febbraio - Friedo Dörfel, calciatore tedesco († 1980)
- 19 febbraio - Cesare Augusto Fanelli, politico italiano († 1997)
- 19 febbraio - Fred Freiberger, sceneggiatore e produttore televisivo statunitense († 2003)
- 19 febbraio - Frank Glazer, pianista statunitense († 2015)
- 19 febbraio - Daniel Pettit, calciatore inglese († 2010)
- 20 febbraio - Hans Christian Blech, attore tedesco († 1993)
- 20 febbraio - Elba de Pádua Lima, calciatore e allenatore di calcio brasiliano († 1984)
- 20 febbraio - Giovanni Lovrovich, presbitero e storico italiano († 1998)
- 21 febbraio - Godfrey Brown, velocista e mezzofondista britannico († 1995)
- 21 febbraio - Claudia Jones, giornalista e attivista trinidadiana († 1964)
- 21 febbraio - René Letelier, scacchista cileno († 2006)
- 21 febbraio - Evgenij Michajlovič Lifšic, fisico sovietico († 1985)
- 21 febbraio - Duane W. Rimel, poeta e scrittore statunitense († 1996)
- 21 febbraio - Ann Sheridan, attrice statunitense († 1967)
- 21 febbraio - Annie Vallotton, artista e disegnatrice svizzera († 2013)
- 22 febbraio - Jean Pierre Berger, militare e aviatore francese († 1940)
- 22 febbraio - Stanley Green, attivista britannico († 1993)
- 22 febbraio - Fernand Isselé, pallanuotista belga († 1994)
- 22 febbraio - Taheyya Kariokka, ballerina e attrice egiziana († 1999)
- 22 febbraio - Gus Lesnevich, pugile statunitense († 1964)
- 22 febbraio - Miro Mihovilović, pallanuotista jugoslavo († 2010)
- 22 febbraio - Jules Munshin, attore, cantante e ballerino statunitense († 1970)
- 22 febbraio - Aristide Pirovano, vescovo cattolico e missionario italiano († 1997)
- 22 febbraio - Gian Domenico Pisapia, avvocato e giurista italiano († 1995)
- 23 febbraio - Heinz Flotho, calciatore tedesco († 2000)
- 23 febbraio - Giovanni Fornasini, presbitero italiano († 1944)
- 23 febbraio - Alberto Ghergo, politico italiano († 1986)
- 23 febbraio - Jon Hall, attore statunitense († 1979)
- 23 febbraio - Valentina Telegina, attrice sovietica († 1979)
- 23 febbraio - Paul Tibbets, generale statunitense († 2007)
- 25 febbraio - Nicola Bruscantini, calciatore italiano
- 25 febbraio - Antonio Canale, fumettista italiano († 1991)
- 25 febbraio - Giuseppe D'Alessandro, politico e medico italiano († 1984)
- 25 febbraio - Luigi Dardani, vescovo cattolico italiano († 1999)
- 25 febbraio - Adolfo Gregoretti, marinaio e militare italiano († 1943)
- 25 febbraio - Lois Gunden, insegnante statunitense († 2005)
- 26 febbraio - Raúl Anguiano, pittore messicano († 2006)
- 26 febbraio - Raffaele Anguilla, calciatore e allenatore di calcio italiano († 2013)
- 27 febbraio - Don Betourne, cestista e allenatore di pallacanestro statunitense († 2002)
- 27 febbraio - Giuseppe Cenni, ufficiale e aviatore italiano († 1943)
- 27 febbraio - Donald Curtis, attore statunitense († 1997)
- 27 febbraio - José Marante, calciatore e allenatore di calcio argentino († 1993)
- 28 febbraio - Amelio Lami, calciatore italiano († 1977)
- 28 febbraio - Karl Leisner, presbitero tedesco († 1945)
- 28 febbraio - Peter Medawar, biologo e zoologo britannico († 1987)
- 28 febbraio - Zero Mostel, attore e cabarettista statunitense († 1977)
- 28 febbraio - John Profumo, politico britannico († 2006)
- 28 febbraio - George Sime, hockeista su prato britannico († 1990)